# Kuželj, Delnice
Kuželj je naselje v Gorskem kotarju na Hrvaškem, ki upravno spada pod mesto Delnice v Primorsko-goranski županiji.
Leži ob hrvaško-slovenski meji ob Kolpi; na nasprotnem bregu reke leži slovenski Kuželj. Vasi sta povezani z mostom, zgrajenim malo pred razpadom Jugoslavije.
Skozi vas teče potok Bjelica.

## Demografija
| Pregled števila prebivalcev po letih | Pregled števila prebivalcev po letih | Pregled števila prebivalcev po letih | Pregled števila prebivalcev po letih | Pregled števila prebivalcev po letih | Pregled števila prebivalcev po letih | Pregled števila prebivalcev po letih | Pregled števila prebivalcev po letih | Pregled števila prebivalcev po letih | Pregled števila prebivalcev po letih | Pregled števila prebivalcev po letih | Pregled števila prebivalcev po letih | Pregled števila prebivalcev po letih | Pregled števila prebivalcev po letih | Pregled števila prebivalcev po letih | Pregled števila prebivalcev po letih |
| ------------------------------------ | ------------------------------------ | ------------------------------------ | ------------------------------------ | ------------------------------------ | ------------------------------------ | ------------------------------------ | ------------------------------------ | ------------------------------------ | ------------------------------------ | ------------------------------------ | ------------------------------------ | ------------------------------------ | ------------------------------------ | ------------------------------------ | ------------------------------------ |
| 1857                                 | 1869                                 | 1880                                 | 1890                                 | 1900                                 | 1910                                 | 1921                                 | 1931                                 | 1948                                 | 1953                                 | 1961                                 | 1971                                 | 1981                                 | 1991                                 | 2001                                 | 2011                                 |
| 285                                  | 239                                  | 221                                  | 244                                  | 204                                  | 219                                  | 194                                  | 195                                  | 147                                  | 140                                  | 124                                  | 95                                   | 79                                   | 49                                   | 35                                   | 52                                   |